# Confessioni di un malandrino. Il meglio di Angelo Branduardi
Confessioni di un malandrino – Il meglio di Angelo Branduardi (deutscher Titel: Confessioni di un malandrino – Das Beste von Angelo Branduardi) ist eine Kompilation mit Songs von Angelo Branduardi, die 1991 auf LP und CD veröffentlicht wurde. Im Vergleich der Lieder zu ihren Original-Versionen handelt es sich bei dieser Zusammenstellung um Remixe. Einige Songs sind völlig neu gemischt (La Luna, Il cillegio), andere nur leicht verändert (Confessioni di un malandrino) oder das Original ausgewählt (Il Marinaio).
Nach dieser Platte verwendete EMI, wohin Angelo Branduardi wechselte, für seine späteren Sampler nur diese Remixes und Neuaufnahmen. Erst ab 2009, als Branduardi zu TRE colori und in Deutschland zu Edel:Records wechselte, erschienen auf Branduardi-Samplern die Originale.

Für Best-Of sang Branduardi die Lieder auch auf Französisch ein. Außerdem erschienen auf Best Of 1992 die Titel La Volpe & Il Violinista Di Dooney, stattdessen wurde Il Marinaio weggelassen.

## Titel

### Seite (Lato) A
01. La Luna

02. Confessioni Di Un Malandrino

03. La Serie Dei Numeri

04. Il Dono Del Cervo

05. Alla Fiera Dell'Est

06. Sotto Il Tiglio

07. La Pulce D'Acqua

### Seite (Lato) B
08. Ballo In Fa Diesis Minore

09. Il Cilegio

10. Il Marinaio

11. Cogli La Prima Mela

12. Il Signore Di Baux

13. Tango

14. Madame

## Remixe
Auf dem Sampler hat Branduardi Informationen zu den Remixes der Songs aufgeschrieben, die übersetzt lauten:
- La Luna – Gesang eine Oktave tiefer, Hinzufügung von E-Gitarre, Veränderung der Rhythmischen Basis
- Confessioni Di Un Malandrino – Remix
- La Serie Dei Numeri – Veränderung des Schlagzeuges und verschiedene Remixe
- Il Dono Del Cervo – Bongo und Charango hinzugefügt, Schlagzeug nachbearbeitet
- Alla Fiera Dell’Est – Der Bass ist tiefer, Ricantata
- Sotto Il Tiglio – Ricantata
- La Pulce D'acqua – Neues Song-Gehäuse, Maracas die die Zeit und Stimme führt
- Ballo In Fa Diesisi Minore – Erhöhung der Rhythmen vor allem der Drums
- Il Cillegio – Neue Gitarren hinzugefügt, Neues Harmonica-Solo, Neue Eingesungen
- Il Marinaio – Original
- Cogli La Prima Mela – Neuer Ethnischer Klang, Arabische Instrumente (Aoud und Kanun) ergeben diesen Sound
- Il Signore Di Baux – Hackbrett, Harmonica und andere historische Instrumente entfernt und ricantata
- Tango – Neue gleitende Gitarren und generell neue Atmosphäre
- Madame – Original